# Slovenec (časnik)
Slovenec (1873–1945) je bil vodilni časnik političnega katolicizma na Slovenskem.
Začel je izhajati 14. oktobra leta 1873, in sicer kot odgovor na mladoslovenski Slovenski narod. Najprej je izhajal trikrat tedensko, od 11. julija 1883 kot dnevnik. Izhajal je v Ljubljani kot 'Političen list za slovenski narod'. V letih 1888–1896 je izdajal prilogo Domoljub, 1924–1932 pa prilogo Ilustrirani Slovenec. Kot ponedeljkova izdaja Slovenca je v letih 1932–1939 izhajal Ponedeljski Slovenec. 
Slovenec je bil že od samega začetka naprej kritično nastrojen do domače politike, predvsem do liberalno usmerjenega časopisa Slovenski narod in njegovih privržencev. V obdobju slogaštva med klerikalnim in liberalnim taborom, ko sta idejno različni struji skušali delovati enotno za uveljavitev slovenstva, se je nestrpnost nekoliko pomirila, a negativnost do liberalizma v prispevkih se je še vedno čutila. 
Slovenca so urejali pomembni predstavniki slovenskega političnega katolicizma in slovenskega političnega in kulturnega življenja. V bolj demokratičnem ozračju razvoja SLS in pod sposobnimi uredniki je v dvajsetih letih 20. stoletja dosegal zavidljivo časnikarsko raven in v tem prekašal liberalna Slovenski narod in Jutro. V 72 letih izhajanja se je zvrstilo 19 urednikov. Prvi so bili Karel Klun, Franci Pevec, Jakob Alešovec in Filip Haderlap. Do precejšnje časnikarske kakovosti ga je konec 80. let pripeljal Ignacij Žitnik, v 90. pa ga je urejal Andrej Kalan. Sledili so Janez Evangelist Krek, Miha Moškerc in Jožef Gostinčar ter tik pred prvo svetovno vojno Franc Terseglav.
Med letoma 1918 in 1919 je bil urednik Izidor Cankar, za njim pa so se zvrstili Engelbert Besednjak, Franc Smodej, Franc Terseglav, Franc Kremžar, Mihael Krek, Alojzij Kuhar, Ivan Ahčin ter Viktor Cenčič. Pod urednikovanjem Ivana Ahčina med letoma 1929 in 1941 je časnik postal po uvodnikih in mednarodnih komentarjih eden vodilnih v Jugoslaviji.
Slovenec se je zavzemal za popolno avtonomnost Katoliške cerkve v državnem okviru, velik poudarek pa je dajal predvsem blaginji kmečkega ljudstva. V času pred 1. svetovno vojno je časnik poudarjal popolno vdanost habsburški in avstrijski monarhiji, ljubezen do domovine ter zagotovitev verskega značaja šolstva. Vodilo Slovenca je bilo izraženo v geslu: »Vse za vero, dom, cesarja!«. 
Slovenec se je kljub večkratni zamenjavi oblasti in vsem svetovnim ter domačim krizam obdržal vse do konca druge svetovne vojne leta 1945, ko so ga nove oblasti ukinile.
V letih 1991–1996 je izhajal časnik z enakim imenom in podobno politično usmeritvijo. Petega decembra 2016 je Inštitut dr. Antona Korošca ponovno obudil Slovenca, tokrat kot spletni portal.